# Jibia
Jibia ou Jibiya est une zone de gouvernement local de l'État de Katsina au Nigeria,.

## Histoire
Abu Kassim, chercheur en histoire de Jibia, écrit que les origines de Jibia remontent aux guerres de conquête entre dirigeants de l'Émirat de Katsina, elle est fondée par les migrations en provenance de Maradi et Katsina, en particulier après le djihad d'Ousman dan Fodio